# 크리스 스타인
크리스토퍼 스타인(영어: Chris Stein, 1950년 1월 5일 ~)은 새로운 웨이브 밴드 블론디의 공동 창립자이자 기타리스트로 알려진 미국의 음악가이다. 그는 힙합 영화 와일드 스타일의 클래식 사운드트랙의 프로듀서 겸 연주자이자 영화 유니온 시티의 사운드트랙 작가이자 뛰어난 사진작가이기도 하다.